# بافت تاریخی در شهرهای ایران
شهرهای متعددی در ایران دارای مناطق تاریخی ارزشمند هستند که با عنوان بافت تاریخی از آنها یاد می‌شود. بافت تاریخی شهرهای ایران عمدتاً در هسته مرکزی شهرها قرار دارد و منطبق با مراکز اصلی تجاری و ارتباطی در شهرهاست. خانه‌های قدیمی و تاریخی، مساجد، مدارس، آب انبارها، بازارها و گذرها و نیز میدان‌ها از مشخصه‌های چنین بافتهایی هستند.

## حمایت از بافت تاریخی
وزارت مسکن و شهرسازی بر اساس درخواست سازمان میراث فرهنگی طرح حمایت و حفاظت از بافت تاریخی را برای ۱۶۸ شهر کشور تصویب کرد. پیرو درخواست سازمان میراث فرهنگی و گردشگری، در جلسهٔ ۲۷ مهر ماه ۱۳۹۴ شورای عالی شهرسازی و معماری کشور، محدوده بافت فرهنگی- تاریخی ۱۶۸ شهر کشور تعیین و ابلاغ شد و همچنین مقررات عمومی برای محافظت از بافت‌های تاریخی شهرهای کشور تعیین شد.

## فهرست بافتهای تاریخی ایران
- بافت تاریخی یزد به وسعت ۸۰۰ هکتار در مرکز شهر یزد
- بافت تاریخی شیراز به وسعت ۳۶۰ هکتار [۲]
- بافت تاریخی بروجرد به وسعت ۲۸۰ هکتار در مرکز شهر بروجرد
- بافت تاریخی دزفول به وسعت۲۴۰ هکتار در مرکز و مجاور روز دز
- بافت تاریخی میبد
- بافت تاریخی آلاشت سوادکوه با مساحت 57 هکتار که در 19 تیرماه سال 1348 با شماره 867 نیز ثبت ملی شده است